# Schietpartij in Realengo op 7 april 2011
De schietpartij in Realengo was een bloedbad op 7 april 2011 op een school in Realengo, een wijk aan de westelijke rand van Rio de Janeiro. De dader was de 23-jarige oud-leerling Wellington Menezes de Oliveira. De schutter pleegde zelfmoord na een val van de trap en na eerder al in de buik geschoten te zijn door een militair agent. Bij het lijk vond de lokale politie een afscheidsbrief. Het was de eerste keer dat een gebeurtenis als deze in Brazilië plaatsvond.

## De schietpartij
Rond half 9 's ochtends wandelde Wellington Menezes de Oliveira de Escola Municipal Tasso da Silveira binnen. Toen hij werd doorgelaten nadat hij had gezegd dat hij een toespraak kwam houden, liep hij een klaslokaal binnen en opende het vuur. Hij vuurde met twee revolvers rond de 60 kogels af waarbij twaalf mensen om het leven kwamen en minstens achttien gewonden vielen.